# Mõdriku
Mõdriku – wieś w Estonii, w prowincji Virumaa Zachodnia, w gminie Vinni.